# Сирота Любов Макарівна
Любóв Макарі́вна Сиротá (21 червня 1956, Іртишськ, Павлодарської області, Казахстан) — українська поетеса, публіцист, прозаїк, перекладач, драматург. Пише російською й українською мовами. Як колишня прип'ятчанка (мешканка міста Прип'ять), більшу частину творчості присвятила Чорнобильській трагедії. ЇЇ твори перекладені багатьма мовами світу.

## Біографія
Народилася у 1956 році у Казахстані, с. Іртишськ Павлодарської області. Дитинство й юність пройшли у столиці Киргизії Фрунзе (зараз Бішкек), де вона була членом міського літоб'єднання «Горные Зори», перші твори друкувалися у періодиці Киргизії.
У 1975 році з батьками переїздить на прабатьківщину — в Україну, де закінчила філологічний факультет Дніпропетровського університету за фахом — російська мова та література.
З 1978 по 1983 р. жила у м. Горішні Плавні (до 2016 р. — Комсомольськ) Полтавської обл., де керувала літоб'єднанням «Пошук».
У 1983 з маленьким сином Олександром переїхала до молодого перспективного міста Прип'ять, де працювала зав. культмасовим відділом палацу культури «Енергетик» та керувала літоб'єднанням «Прометей», на базі якого разом з дискотекою «Едісон 2» згодом створила експериментальний молодіжний диско-театр, у якому до горезвісної аварії на ЧАЕС встигла поставити дві свої п'єси: музично-поетичний спектакль «Мы не могли друг друга не найти» та спектакль про життя й творчість Марини Цветаєвої «Моя специальность — жизнь».
Після Чорнобильської катастрофи та евакуації з Прип'яті, довгий час жила у Києві, де з 1986 по 1992 працювала редактором на кіностудії ім. Олександра Довженко.
Співпрацюючи з «Літературною Україною», вона продовжувала їздити у «чорнобильські гарячі точки». Цей досвід частково був використаний Л. Сиротою у фільмі Роллана Сергієнко «Поріг» , співавтором й одним з героїв якого вона була. Цей публіцистичний фільм ще у 1988 році розповів про страшні наслідки Чорнобильської екологічної катастрофи. Він одразу відлунив у Німеччині, Франції та в Америці, — особливо віршем «Радіофобія» (включений до збірки «Ноша»). І лише через роки ця кінострічка офіційно з'явилася в українському кінопрокаті. Хоча не офіційно стрічку разом з її авторами щиро зустрічали на підприємствах та в наукових закладах, делегати екологічних і письменницьких з'їздів у Москві та Києві. Саме гарячий відгук та підтримка громадськості допомогли тоді не тільки відстояти фільм, але й зняти завісу секретності з чорнобильської теми.
У 2013 Любов Сирота з чоловіком переїжджають до улюбленого Криму, сподіваючись на новий творчій період. Але вже за 10 місяців, через захоплення російськими окупантами Криму, вони були змушенні покинути півострів й повернутися на Київщину.
А у 2022 році, після повномасштабного російського вторгнення в Україну й півторамісячного перебування під окупацією, Любов Сирота вже втретє була змушена покинути домівку, й нині тимчасово  проживає за межами батьківщини. Але продовжує нести правду, тепер вже про жорстоку, жахну війну терористичної Росії в Україні.
Так, у серпні 2022 року вона взяла участь у 75-му ювілейному Единбурзькому міжнародному фестивалі «The Poetry Reading: Art and Activism in the Nuclear Age» у Шотландській поетичній бібліотеці, де 10 шотландських та міжнародних поетів говорили про катастрофічні, широкомасштабні та стійкі гуманітарні та екологічні наслідки російського вторгнення в Україну, як ще одного жахливого нагадування про вістря ядерного ножа, на якому хитко балансує світ. .

## Творчість
Вірші, статті та есеї Любові Сироти публікувалися в колективних збірниках, журналах та газетах колишнього СРСР і України. А широко відомою поезія стала після виходу в світ її поетичної збірки «Ноша» (в-во «Радянський письменник», Київ, 1990 р.) та гостро викривального художньо-публіцистичного фільму Роллана Сергієнка «Поріг», співавтором і одним із героїв якого вона була.
Відомий поет та літературознавець Володимир Забаштанський закінчив передмову до збірки поезії Любові Сироти «Ноша» твердженням, що «серцевина її — громадянський біль, прагнення пам'яті; не забуті люди, які урятували нас, не забутий Чорнобиль. Акценти ці зумовлені самим життям».
А ось як пише про неї професор Бергамського університету Уго Персі (Італія) у статті «Відображення екологічного мислення в російських текстах XX сторіччя» , більше половини якої він присвятив творчості Любові Сироти: «Особисто мені не відомо, щоб раніше ядерна катастрофа мала в поетові водночас і свого прокурора і співця, я переконаний, що "Ноша" — один із перших текстів, який по-справжньому заявив про екологічну катастрофу, що загрожує усім нам.» Але відомо, що тяжкі випробування лише загартовують високий дух. Тож Чорнобильська трагедія ще дужче зміцнила і розвинула творчий хист поетеси та потребу в переосмисленні місця людини в світобудові — "«вогонь» пройшов крізь тіло поета і трансформувався у поетичну міць." (У.Персі).
Весь післячорнобильський час Любов Сирота не перестає нагадувати людям про цю страшну трагедію, щоби попередити новітні катаклізми. І не тільки у поетичному жанрі, але й в прозі та публіцистиці. Так у часопису «Слово Просвіти» (ч. 17 (134), 26.04 — 9.05.2002 р.) поряд з добіркою україномовних віршів надруковано й її статтю під досить промовистою назвою «Моделювання майбутнього — реальність». Л.Сирота впевнена, що людство своїми діями й навіть думками моделює своє майбуття. Тому у 1998 році в колі колишніх прип'ятчан (клуб «Земляки) й народилася ідея щорічної міжнародної акції „Спасенна планета“, яка надає скорботному дню 26 квітня позитивного імпульсу Надії на спасіння людства, вже з першого кроку знайшла чимало прихильників у всьому світі. 
У своїй статті Л.Сирота вельми переконливо доводить, що без духовного відродження людство просто перетворить планету на суцільну „мертву зону“, якою вже стало місто атомників…».
А ось рядки відомої української поетеси Світлани Йовенко з віршу «Поетесі з Прип'яті — Любові Сироті» в її збірки «Віч-на віч»: "Любов — і сирота? Таке сумне знамення! Вказівний перст судьби, Поетам віщий знак!.. …Ну, що ж, і самота — Це теж-таки немало! Нехай сирітство теж. Нехай. Аби — Любов!
В тій же збірці вперше був надрукований її український переклад вірша Любові Сироти «Радіофобія». Пізніше С.Йовенко включила його разом з перекладом англійською Елізабет Рич та Леоніда Левіна до альбомного англо-українського видання «Чорнобиль поруч», що з'явилося за її проектом у видавництві «Дніпро» у 2000 р. 
До речі, перша добірка віршів Любові Сироти у перекладі української поетеси Марії Влад була видрукувана у «Літературній Україні» ще за півроку до Чорнобильської трагедії. А після цих сумних подій українською її поезії перекладали В.Іванців, В.Грабовський, М.Удовиченко та ін., які друкувались в багатьох газетах і журналах, зокрема в ж-лах «Україна», «Київ», «Дніпро», «Надзвичайна ситуація».
Поезії Любові Сироти були почуті світом у перекладах польською, німецькою, італійською, японською мовами. Та найчастіше з'являються вони в перекладі на англійську, завдяки зусиллям професора Вашингтонського університету Поля Брайнса, який, крім усього, в 1995 році розмістив на своєму університетському сайті в інтернеті сторінку її поезії «The Chernobyl Poems of Lyubov Sirota».
ЇЇ вірш «Радіофобія» прозвучав у фільмі «Поріг» та в багатьох радіопрограмах; надихнув Хуліо Сото — режисера фільму «Радіофобія» (Іспанія-США) і Майкла Геновеза — автора віконних фресок з текстом цього твору в Українському Селі в Чикаго в 2006 р. («RADIOPHOBIA». A Chernobyl Poem by Lyubov Sirota, in Russian. Enamel on glass, Chicago, IL., 2006).
Тож визнання таланту Любові Сироти прискорила зловісна "звізда Полин", що зруйнувала чимало людських доль. Прикметно, що Чорнобильський катаклізм пробудив у ній також і родову, національну пам’ять без якої жоден землянин не може стати громадянином світу.
До речі, професор У. Персі у вище згаданій статті сказав, що втрата пам'яті — то найстрашніший різновид байдужості. На жаль, ми все ще не навчилися засвоювати уроки історії. Це стосується не тільки Чорнобиля та проблем екології і моралі. Як довго, в імперські, а потім і в радянські часи, в нас знищували пам'ять свого роду й свого народу! Саме про це останній вірш збірки «Ноша» Л.Сироти «К истокам». 
Згодом вона й сама почала писати українською та перекладати російською вірші українських поетів Ліни Костенко, Б. І. Антонича, Василя Стуса тощо.
ЇЇ переклади увійшли до унікального двомовного видання поезії Василя Стуса «Вот так и ты сгорай»/«Ось так і ти згоряй» (Київ: вид. центр «Просвіта», 2005 р. — 288с.: іл. — Парал. укр., рос.)
Ось як відгукнулась на книгу Марія Литвин у тижневику «Слово Просвіти» в ст. «Отак і ти згоряй»:
«… видання й справді важко переоцінити. Редактор-упорядник Віктор Грабовський створив цілу симфонію героїчної непокори. Вогненні вірші Василя Стуса в перекладах Любові Сироти й Анатолія Ткаченка доповнюють графічні твори Опанаса Заливахи. Вони перегукуються зі вдумливим, мудрим словом Євгена Сверстюка про філософію життя побратима — збереження й творення нації через власну душу, власну гідність і порядність. Левко Лук'яненко згадує останні дні Василя Стуса (…) Відчайдушний лист Андрія Сахарова „Учасникам мадридської наради з перевірки Гельсінських угод, главам держав — учасниць Гельсінського акта“ на захист великого поета постає документом значення постаті Василя Стуса у світовому просторі, яке роками намагалися притлумити ідеологи малоросійства. Тому нам украй потрібні такі книжки, які перекладатимуть наш голос, відкриваючи світові велику, красиву й талановиту націю».
Та все ж більша частина творчості Любові Сироти, зрозуміло, присвячена Чорнобильській трагедії. Особливо повно й гостро ця тема освітлена в есе про жіночу чорнобильську долю «Непосильная ноша» — «ПОСТ ЧЕРНОБЫЛЬ/POST CHERNOBYL», № 3-22 январь-май 2008 та у книги прози про трагічну долю молодої прип'ятчанки, що відчайдушно бореться за життя свого сина, — кіноповісті «Прип'ятський синдром», виданої за підтримки Міжнародної організації «ПРИПЯТЬ.КОМ» та сайту міста Прип'ять, у квітні 2009 р.Пізніше книга була перевидана в «АДЕФ-Украина», 2011 г. (ISBN 978-966-182-031-8), а також вийшла англійською: «Publisher: L&L Publishing» (США), 2013 г. (ISBN 1-4909-7098-3, ISBN 978-1-4909-7098-1).). 
У 2011 році в київському Видавничому Центрі «Просвіта» книга Любові Сироти «Прип'ятський синдром» вийшла українською, у передмові до якої відомий український прозаїк, лауреат Шевченківської премії Анатолій Дімаров написав так: «ПРОЧИТАЙТЕ! Вас оминуло Чорнобильське лихо? Вас обійшов Чорнобильський вогонь? Тоді прочитайте кіноповість Любові Сироти „Прип'ятський синдром“. Ця кіноповість — неймовірний спалах Любові, що обпікає серце і душу. Пекуча сльоза матері, що готова віддати себе за життя єдиної своєї дитини». 
Також у 2011 році вийшов унікальний поетичний фотоальбом Любові Сироти «Ангелу Прип’яті», презентація якого відбулася на вечорі пам’яті 04.02.2011 р. «День Прип’яті» в Національному музеї "Чорнобиль"».
У 2013 р. у Видавничому домі "Києво-Могилянська академія" вийшла друком книга «У переходу», куди увійшли вибрані вірші й поеми різних років написані російською і українською мовами, а також уривок із кіноповісті "Прип'ятський синдром". 
У березні 2016 року у видавництві «Клубу Сімійного Дозвілля» вийшло третє видання книги  «Прип'ятський синдром». 
Того ж 2016 р. у видавництві «Просвіта» вийшла нова поетична збірка Любові Сироти «Прип’ятська береста»., в яку поетеса включила вірші як сучасні, написані українською мовою, так і ті, що виходили раніше – російською, три поеми, добірку перекладів на російську відомих українських митців Б.-І.Антонича, Ліни Костенко, В.Стуса. Доповнюють книжку публіцистичні твори Любові Сироти, присвячені турботі про наше майбутнє, та майстерна передмова редактора видання, відомого поета Василя Клічака «Поетична коштовність почуттів» і післямова заслуженого діяча мистецтв Віктора Грабовського «Засади новітнього мислення».
7 січня 2023 року поезію Любові Сироти було представлено на з’їзді Асоціації сучасних мов Америки (MLA) у Сан-Франциско. Це було на Інформаційному засіданні на тему: Порівняльне літературознавство — ХХ-ХХІ століття в програмі: Вчасно. На якому були презентації: Насильство та поезія зараз: Сірота, Рушді та Сайто. Де поезію Л.Сироти представила колишня президентка Товариства Джозефа Конрада Америки, докторка філософії Дебра Романік Болдуін: Тричі атакувана Україна: розвиток поезії Любові Сироти — Дебра Романік Болдуін, Університет Далласу 
У 2024 р. у Видавничому домі "Києво-Могилянська академія" вийшов друком новий роман Любові Сироти «І поки небо ще зоріє нами, або про Свободу, Гідність і Любов».  «…який тяжко писався багато років, — написала автор у своєму ФБ, – інколи з великими перервами. Тож починався як «кримський» — із серцевиною про події революції Гідності — та завершився вже новітньою повномасштабною війною фашистської Росії проти України. Тобто останній розділ роману був написаний вже після звільнення від того жахіття, яке нам довелося пережити під час російської окупації Київщини й нашого міста...».

## Громадська позиція
У червні 2018 підтримала відкритий лист діячів культури, політиків і правозахисників із закликом до світових лідерів виступити на захист ув'язненого у Росії українського режисера Олега Сенцова й інших політв'язнів.